# Мейкінг (Кентуккі)
Мейкінг (англ. Mayking) — переписна місцевість (CDP) в США, в окрузі Летчер штату Кентуккі. Населення — 475 осіб (2020).

## Географія
Мейкінг розташований за координатами 37°8′6″ пн. ш. 82°46′34″ зх. д. / 37.13500° пн. ш. 82.77611° зх. д. (37.135113, -82.776044).  За даними Бюро перепису населення США в 2010 році переписна місцевість мала площу 4,05 км², з яких 3,99 км² — суходіл та 0,06 км² — водойми.

## Демографія
Згідно з переписом 2010 року, у переписній місцевості мешкало 487 осіб у 200 домогосподарствах у складі 141 родини. Густота населення становила 120 осіб/км².  Було 234 помешкання (58/км²).
Расовий склад населення:
| - 98,8 % — білих - 0,8 % — азіатів - 0,4 % — чорних або афроамериканців |

До двох чи більше рас належало 0,0 %. Частка іспаномовних становила 1,6 % від усіх жителів.
За віковим діапазоном населення розподілялося таким чином: 22,0 % — особи молодші 18 років, 60,8 % — особи у віці 18—64 років, 17,2 % — особи у віці 65 років та старші. Медіана віку мешканця становила 39,3 року. На 100 осіб жіночої статі у переписній місцевості припадало 83,8 чоловіків;  на 100 жінок у віці від 18 років та старших — 85,4 чоловіків також старших 18 років.
Середній дохід на одне домашнє господарство  становив 45 945 доларів США (медіана — 54 602), а середній дохід на одну сім'ю — 45 389 доларів (медіана — 54 716). За межею бідності перебувало 22,5 % осіб, у тому числі 54,5 % дітей у віці до 18 років та 0,0 % осіб у віці 65 років та старших.
Цивільне працевлаштоване населення становило 136 осіб. Основні галузі зайнятості: освіта, охорона здоров'я та соціальна допомога — 49,3 %, роздрібна торгівля — 16,2 %, публічна адміністрація — 15,4 %.